# بالاخانه قصاب
بالاخانه قصاب مربوط به دوره ایلخانی است و در ندوشن، جنب مسجد جامع واقع شده و این اثر در تاریخ ۱۲ تیر ۱۳۸۴ با شمارهٔ ثبت ۱۲۰۵۹ به‌عنوان یکی از آثار ملی ایران به ثبت رسیده است.